# Jesper Svensson (fotbollsspelare)
Jesper Svensson, född 6 mars 1990 i Habo, Sverige är en svensk fotbollsspelare som senast spelade för Jönköping Södra IF. Tidigare i sin seniorkarriär var Svensson främst ytterback, men har nu flyttat fram i banan till en yttermittfältsposition.

## Karriär
Säsongen 2010 var Jesper Svensson utlånad stora delar av säsongen till Husqvarna FF. Svensson spelade mellan 2009 och 2021 över 300 tävlingsmatcher för Jönköping Södra IF. Efter säsongen 2021 lämnade han klubben.

## Matcher och mål
- 2012: 23 / 2
- 2011: 20 / 0 (J-Södra)
- 2010: 12 / 1 (lån i Husqvarna FF)
- 2010: 1 / 0
- 2009: 3 / 0
- 2008: 0 / 0 (J-Södra)